# Испосница Благовести
Испосница Благовести Пресвете Богородице и Преподобног Јустина Ћелијског се налази у Епархији диселдорфској и њемачкој, монашка је заједница Скит Светог Спиридона у Гајлнау. Тренутно у манастиру живи само један монах, Игуман схи-архимандрит Јустин (Рауер). Због тога се манастир и назива испосницом. Манастир потпада под јурисдикцију Српске православне цркве.

## Историја
Зграда, некадашње млинско имање, откупљена је 2010. Након обнове дворишта манастира и изградње нове цркве, планирано је пресељење монаха из скита Светог Спиридона Гајлнау у Испосницу Благовести Унтеруфхаусен. Манастир слави двоструко покровитељство, Свети Јустин Поповић и  Благовести, јер према Јулијанском календару Свети Јустин Поповић рођен је на Благовести 1894. године, и умро 1979. године на Благовести.

## Изградња манастирске цркве
У децембру 2013. године, Патријарх српски Иринеј благословио је комад земље, одмах поред манастирског дворишта у воћњаку за изградњу цркве , започете 2014. године. Крстокуполна богомоља саграђена је по узору на манастирску цркву с краја 13. века као манастир Градац у Србији. Архитекта Норман Хејмбродт креирао је планове за цркву. Архитектонски модел је по узору на манастир Градац. Православна црква је грађена од масивног дрвета са зидовима дебелим 34 центиметра. У подруму цркве од 258 квадратних метара изграђене су бетонске просторије које ће служити као салони или трпезарије. Црква је висока 16 метара оријентисана са олтаром према истоку. На западној страни цркве налази се предворје, припрата, изнад које је изграђен стан за монаха. У лето 2015. куполасти крст је постављен на куполу, а спољна страна цркве је малтерисана. Унутрашњост цркве треба фрескописати.